# 傑比奧瑟區

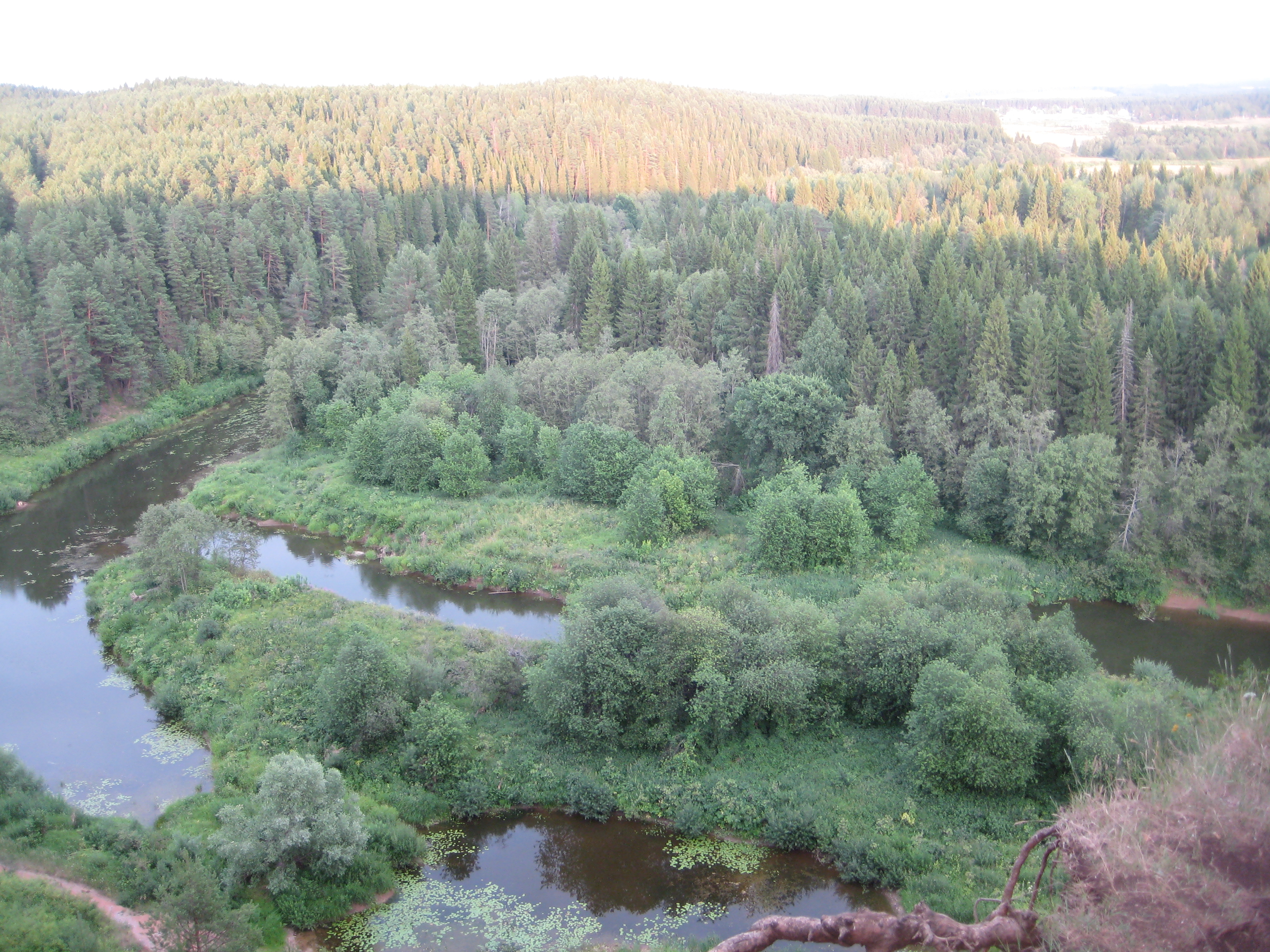

傑比奧瑟區（俄语：Дебёсский район），是俄羅斯的一個區，位於該國西南部，由烏德穆爾特共和國負責管轄，面積1,033平方公里，2010年人口12,665，人口密度每平方公里12.26人。